# 베네데토 마르첼로

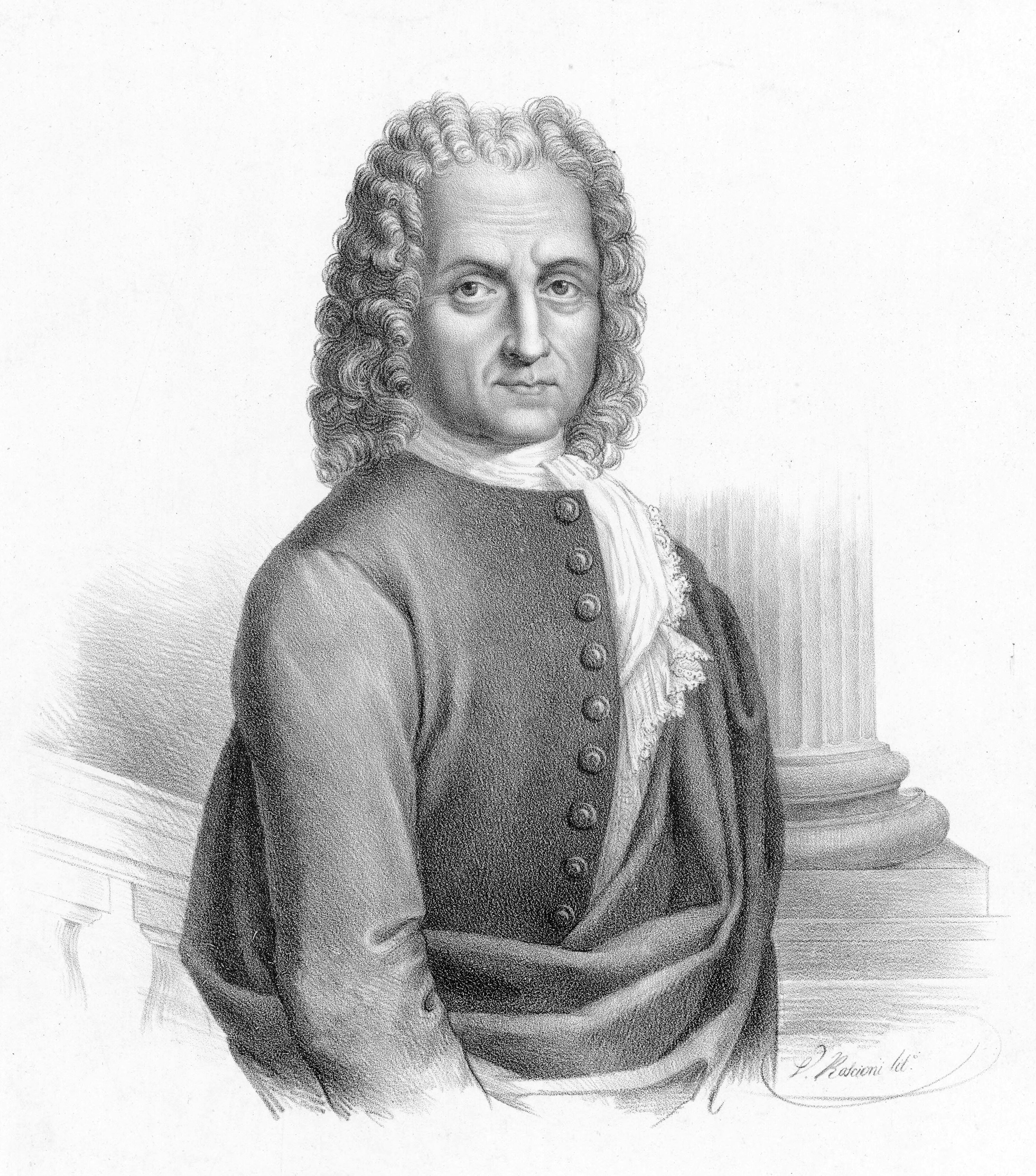

베네데토 마르첼로(Benedetto Marcello, 1686년 7월 31일 또는 8월 1일 ~ 1739년 7월 24일)는 이탈리아의 작곡가, 작가, 교사이다.
베네치아에서 귀족 가문의 일원으로 태어났다.
마르첼로는 교회음악, 오라토리오, 수백 개의 독주 칸타타, 이중주, 소나타, 협주곡을 포함한 다양한 음악을 작곡했다.